# 國立政治大學教育學院
國立政治大學教育學院創立於2002年，學院目標為培育教育領導人才及教育學術研究人才，並透過跨領域合作與整合性，促進學術發展。其中於1955年成立的教育研究所，為臺灣最早成立的教育研究所，在師資教育政策開放一般大學培育師資前，政大教育系也是唯一非師範校院，而同時能進行師資培育及教師進職進修主流的系所。

## 組織

### 系所
- 教育學系
- 幼兒教育研究所
- 教育行政與政策研究所

### 學位學程與專班
- 學校行政碩士在職專班

### 合作學程
理學院
- 輔導與諮商碩士學位學程

### 院屬中心
- 師資培育中心
- 教師研習中心
- 社區學習研究發展中心
- 校長培育中心
- 華文測驗與教育評鑑中心

## 學術

### 頂尖大學計畫
教育學院特色發展計畫以「促進學院資源整合及跨院合作」為主軸，以培育國內各級學校優秀師資、教育行政、學校行政、輔導諮商、幼教、教育學術
研究和文創產業人才為目的。

### 大學評鑑結果
- (PDF). 財團法人高等教育評鑑中心基金會. 2008  [2014-12-01]. （原始内容存档 (PDF)于2016-02-22）.
- (PDF). 財團法人高等教育評鑑中心基金會. 2008  [2014-12-01]. （原始内容存档 (PDF)于2018-05-16）.
- (PDF). 財團法人高等教育評鑑中心基金會. 2008  [2014-12-01]. （原始内容存档 (PDF)于2018-05-16）.

## 外部連結
- 國立政治大學教育學院（页面存档备份，存于）